# Andreas Weiß (Jurist)
Andreas Weiß (* 17. September 1954 in Gnotzheim) ist ein deutscher Jurist und Kirchenrechtler, Professor an der katholischen Universität Eichstätt-Ingolstadt und katholischer Diakon.

## Leben und Ausbildung
Andreas Weiß wurde 1954 in Gnotzheim im heutigen Landkreis Weißenburg-Gunzenhausen geboren. Er machte am Adam-Kraft-Gymnasium in Schwabach 1973 das Abitur. Von 1973 bis 1979 studierte er Katholische Theologie in Eichstätt und Würzburg und schloss als Diplom-Theologe 1979 ab. Weiß ist verheiratet mit Maria Magdalena Weiß geb. Zehrer und hat drei Söhne.

## Akademischer Werdegang
1982 absolvierte er die Weiterbildung zur Dienstprüfung im kirchlichen Dienst der Diözese Rottenburg. Durch ein Fachstudium an der Universität Straßburg von 1984 bis 1990 erwarb er das Lizenziat für Kanonisches Recht (1985) und Rechtswissenschaften 1986, das Diplôme d’études approfondies 1988 und wurde 1990 zum Dr. jur. can. promoviert. 1995 habilitierte er sich im Fach Kirchenrecht an der Universität Tübingen und erlangte die Lehrbefugnis.

## Berufliche Laufbahn
Von 1979 bis 1980 war Andreas Weiß Wissenschaftlicher Assistent am Lehrstuhl für Kirchenrecht und Kirchliche Rechtsgeschichte an der Katholischen Universität Eichstätt bei Hubert Müller. Von 1980 bis 1982 hauptberuflich Auszubildender Ständiger Diakon in St. Moriz, Rottenburg am Neckar (zuvor nebenberuflich). 1983–1999 Offizialatsrat bzw. Oberrat am Bischöflichen Offizialat Rottenburg. Bis 1999 war er Offizialatsrat bzw. Oberrat am Bischöflichen Offizialat Rottenburg und wirkte dort ab 1985 als Diözesanrichter und ab 2001 als dessen Vorsitzender Richter. 1987 erfolgte die Weihe zum Ständigen Diakon, als welcher er bis 1999 in der Gemeinde St. Moriz in Rottenburg a.N. wirkte. Seitdem wirkt Weiß als ehrenamtlicher Mitarbeiter in der Seelsorgeeinheit Rottenburg-Süd als Diakon mit Zivilberuf. Von 1995 bis 1999 war er Privatdozent an der Universität Tübingen mit Lehrbefugnis für Kirchenrecht tätig. Seit 1997 ist er Mitglied des Kirchlichen Disziplinargerichts der Diözese Rottenburg-Stuttgart. 1999 erfolgte der Ruf zum Professor für Kirchenrecht und Kirchliche Rechtsgeschichte an der Theologischen Fakultät der Universität Eichstätt-Ingolstadt, als Nachfolger von Peter Krämer. 2009 wurde er zusätzlich Kirchenanwalt am Bischöflichen Offizialat Eichstätt.

## Klage vor dem Bundesverfassungsgericht
Während seines Studiums klagte Weiß erfolgreich vor dem Bundesverfassungsgericht und erreichte eine Grundsatzentscheidung über die Zurückstellung vom Wehrdienst gemäß § 12 Abs. 2 WPflG in Verbindung mit § 11 WPflG, hinsichtlich der Gleichbehandlung von Anwärtern auf den damals noch relativ neuen ständigen Diakonat mit Priesteramtskandidaten. Weiß argumentierte, dass § 11 die Diakonatsweihe als Grund für eine Wehrdienstbefreiung vorsieht. Nach seiner Auffassung fällt die Vorbereitung auf den ständigen Diakonat ebenfalls unter § 12 WPflG, welcher eine Rückstellung vom Wehrdienst für Priesteramtskandidaten vorsieht. Ein Privileg für Theologiestudenten, welches auf das Reichskonkordat von 1933 zurückgeht.
Im Unterschied zum Priesteramtskandidaten, der mit Ende seines Studiums im Alter von ca. 25 Jahren zum Diakon geweiht werden kann und ab diesem Zeitpunkt vom Wehrdienst befreit ist, liegt die Altersgrenze für ständige Diakone bei 35 Jahren. Das bedeutet, dass auch nach Abschluss der theologischen Studien noch ca. 10 Jahre Zeit zu einer Einberufung bestehen würden. Auch diese Zeit ist jedoch, wenn der Diakon einem festen Ausbildungskreis angehört, von § 11 WPflG abgedeckt. Der Klage von Weiß wurde 1974 stattgegeben, woraufhin er vom Wehrdienst befreit blieb. Das Kreiswehrersatzamt verlangte daraufhin in seinem Fall eine jährliche Bestätigung des bischöflichen Ordinariats über das Bestehen eines Ausbildungsverhältnisses zum Ständigen Diakon.

## Mitgliedschaften
- KDStV Alcimonia Eichstätt
- KDStV Franco-Raetia Würzburg
- AV Cheruskia Tübingen